# うみへび座・ケンタウルス座超銀河団

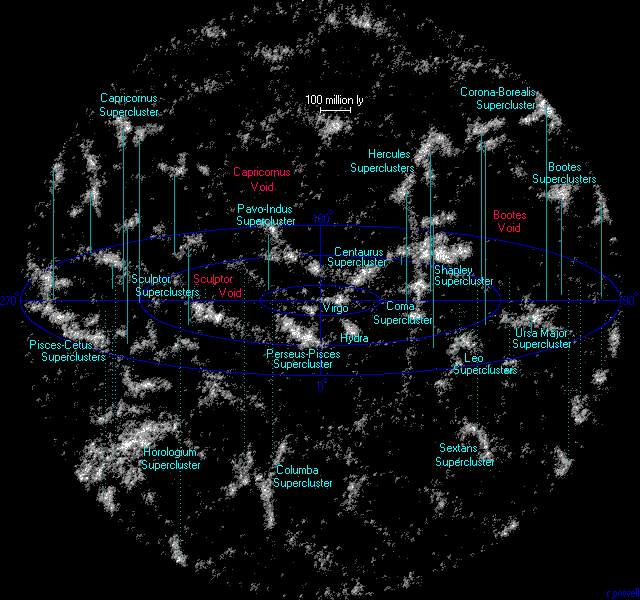
近傍宇宙の大規模構造マップ（超銀河座標）。

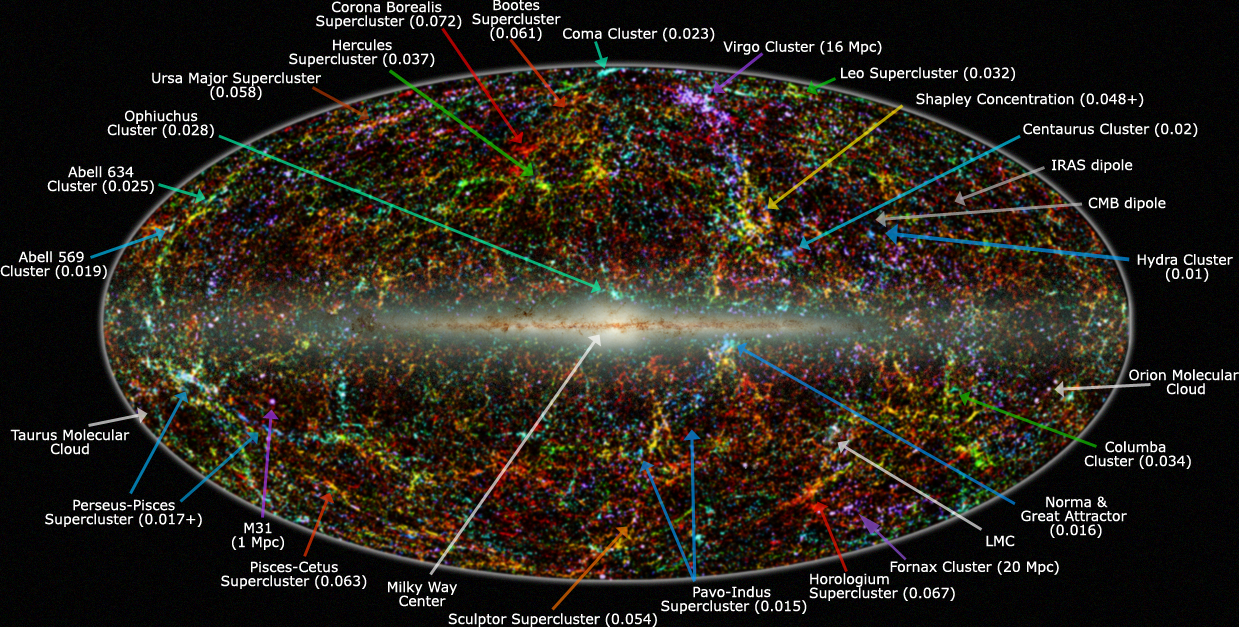
近赤外線による銀河系外天体の総パノラマ図。2MASSサーベイで得られたデータに基づいて作成された。右上の Centaurus Cluster の表記から青色の矢印をたどったケンタウルス座銀河団が超銀河団の中心である。

うみへび座・ケンタウルス座超銀河団（うみへびざ・ケンタウルスざちょうぎんがだん、英： Hydra-Centaurus Supercluster）は、われわれの天の川銀河を含むおとめ座超銀河団の、最近の隣接超銀河団である。
この超銀河団の中心は、次の4つの大きな銀河団を含む集団であり、これはケンタウルス座超銀河団 (Centaurus Supercluster) とも呼ばれている。
- ケンタウルス座銀河団 (Abell 3526)
- Abell 3565
- Abell 3574
- Abell 3581

この中心集団から少し離れて、
- うみへび座銀河団 (Abell 1060) [2]
- じょうぎ座銀河団 (Abell 3627).

が従属している。この他にも、中心集団から1.5から2億光年の範囲にある、これよりやや小型の銀河団が従属している。